# Не забывай меня
«Не забывай меня» (англ. Forget Me Not) — американский фильм ужасов 2009 года, снятый режиссёром и сценаристом Тайлером Оливером. Премьера состоялась 22 октября.

## Сюжет
Сэнди Ченнинг — самая популярная девочка в школе, да и во всём небольшом городке. Девушка была избрана президентом класса, но её планы значительно более честолюбивы. Неожиданно один за другим начинают исчезать близкие друзья Сэнди. Все нити тянутся к случайно вызванному духу давно погибшей девочки. Сэнди Ченнинг предстоит раскрыть мрачные тайны прошлого для спасения себя и друзей.

## В ролях
- Карли Шредер — Сэнди Ченнинг
  - Кортни Биггс — Сэнди в детстве
- Коди Линли — Элай Ченнинг
  - Джозеф Лутман — Элай в детстве
- Мика Алберти — Джейк Митчелл
- Бри Гэбриэлль — Ханна
- Джиллиан Мюррей — Алексис Митчелл
- Бриттани Рени Финэмор — Анджела Смит
  - Белла Торн — Анджела в детстве
- Закари Абель — Чед
  - Кентон Дьюти — Чед в детстве
- Хлоя Бриджес — Лайла
- Шон Винг — Ти Джей
- Барбара Бэйн — сестра Долорес
- Дэн Готье — шериф Митчелл
- Чарльз Диркоп — Пит, бригадир

## Критика
Роберт Белл из канадского журнала Exclaim! назвал фильм «Скучным, оскорбительным и неспособным развлечь даже на поверхностном уровне». Джастин Феликс из DVD Talk оценил его на три звезды из пяти и назвал «на удивление оригинальным переосмыслением стандартного фильма-слэшера и сюжетов о мстительных призраках».